# Žuti mukač
Žuti mukač (Bombina variegata) je vrsta iz porodice mukača i nastanjuje sve vrste voda stajaćica i područja oko njih širom srednje i jugoistočne Europe. 

## Opis vrste
Žuti mukač je mala bezrepa zdepasta žaba. Može narasti od 35 do 55 mm. Leđa su im sivo smeđe do tamno maslinaste boje. Abdomen, uključujući i ekstremitete, je žut s crnim mrljama. 
Karakteristična je zjenica žutog mukača u obliku srca. 
Glasaju se u zborovima, danju i uvečer zvonkim "pup ... pup ... pup", jedan do dva zova na sekundu. Mužjaci nemaju vokalnu vrećicu (rezonator). 
Jaja su im pojedinačna ili u labavim nakupinama do 30. Ličinke su jednolični smećkasti punoglavci, a repna peraja im je posuta točkama.

## Način života
Žuti mukač je aktivan preko dana i tijekom noći. Hrani se pretežno kopnenim beskralješnjacima (kukcima, gliste) koje hvata blizu vodenih staništa. 

## Životni ciklus
Parenje se odvija najčešće poslije kiše tijekom proljeća i ljeta. U vrijeme parenju, mužjaci privlače ženke zovom. Kad se uspiju približiti ženki, obuhvaćaju ih oko bokova prednjim nogama. Ženka ispušta jaja, a mužjak ih pritom oplođuje. U jednom ciklusu, ženka položi do 300 jaja, najčešće među vodenu vegetaciju, ali i slobodno na dno. Punoglavci koji se iz njih izlegu narastu do 45 mm, a krajem ljeta i početkom jeseni se preobraze u mukače dugačke 10-15 mm. Spolnu zrelost dostižu s 2 do 4 godine, a ženkama se to događa kasnije od mužjaka. Mogu doživjeti 12 godina u prirodi, a u zatočeništvu i do 20.
- Parenje žutog mukača amplexus
- jaja
- Punoglavac
- Zrelija ličinka

## Stanište i rasprostranjenost
Žuti mukač je vodena vrsta. Živi u brdovitim i planinskim predjelima, u vodenim staništima, a može ih se naći čak i u malim lokvama na brdskim cestama.
Životni prostor obuhvaća zapadnu, središnju i jugoistočnu Europu. Države u kojima ih se može naći su Ukrajina, Moldavija, Rumunjska, Bugarska, Grčka, Albanija, S. Makedonija, Bosna i Hercegovina,  Srbija, Crna Gora, Hrvatska, Mađarska, Slovačka, Poljska, Italija, Slovenija, Švicarska, Austrija, Njemačka, Češka, Francuska, Luksemburg i Belgija.

## Prehrana
Ličinke su biljojedi, te se hrane algama i vodenim biljem. 
Odrasle jedinke na kopnu love puževe, stonoge, kukce i ličinke kukaca. Povremeno se hrane i u vodi, uglavnom račićima, vodenim kolutićavcima, kukcima, ličinkama kukaca.

## Grabežljivci
Ličinke žutog mukača su hrana vodenim kukcima (ličinkama i odraslim jedinkama), vodenjacima, gmazovima, pticama i malim sisavcima. 
Preobražene mukače štiti koža koja luči otrovne tvari koje ih čine nejestvima za mnoge vrste. Kada su napadnuti, često pokazuju boje koje signaliziraju da su otrovni. To rade uvrtanjem ili preokretanjem, pokazujući jarko obojen trbuh i druge obojene dijelove.

## Zakonska zaštita
Bombina variegata je zaštićen Bernskom konvencijom (Appendix II, strogo zaštićena vrsta) i europskom direktivom o zaštiti staništa i vrsta (Annex II, IV).
Žuti mukač može se naći u Turopolju i na popisu je zaštićenih vrsta u Republici Hrvatskoj. Štiti ga Pravilnik o proglašavanju divljih svojti zaštićenim i strogo zaštićenim (NN 07/06), gdje je naznačen kao "strogo zaštićena svojta".

## Galerija slika
- Zjenice u obliku srca
- Bombina variegata